# Tonlé Sap

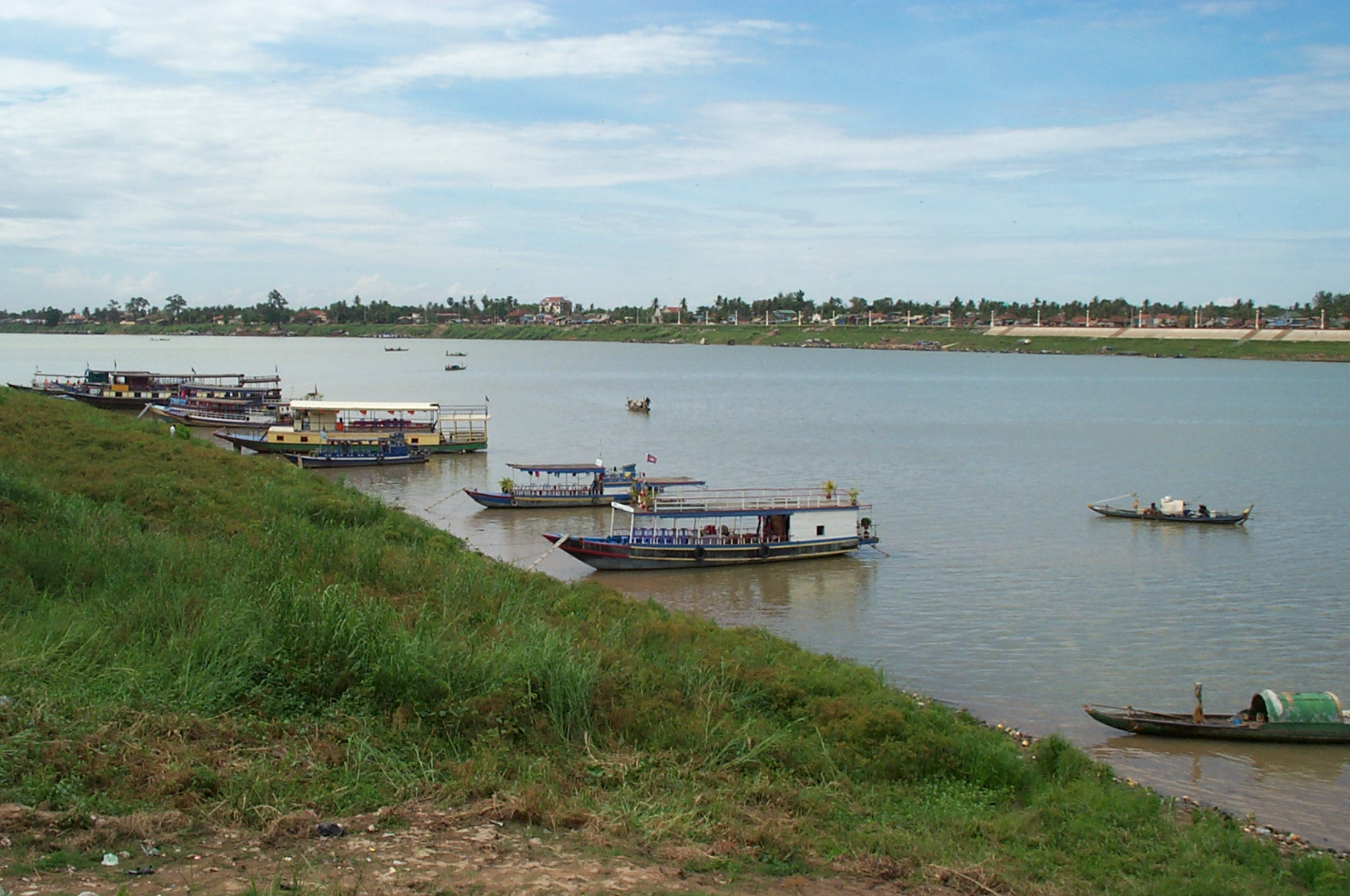
El lago constituye uno de los principales medios de transporte en la Camboya central.

El lago Tonlé  (Tonlé Sap) se encuentra en Camboya y tiene una extensión de 2590 km², que puede llegar hasta los 24 605 km² durante la estación de las lluvias. Representa la mayor extensión de agua dulce del sudeste asiático y se ubica en la llanura central del país. Las provincias que rodean el lago son: al norte la Siem Riep y la Kompung Thom y al sur las provincias de Battambang, Pursat y Kompung Chinang. El lago está orientado en dirección noroccidental - suroriental.

## Importancia
Tonlé Sap significa en jemer lago de agua fresca, aunque con frecuencia se traduce en idiomas occidentales como "Gran Lago". Forma parte del mayor ecosistema hídrico del sudeste asiático y es objeto de protección como biósfera, declarado como tal por la Unesco en 1997. El lago está alimentado por numerosos cauces procedentes de todas las latitudes, que son, a su vez, un importante medio de transporte en la región central del país. Por otra parte, el lago es tributario del río Sap que fluye hacia el suroriente y que en Nom Pen se une al Mekong formando el río Basac. Es además vital para la economía regional por su riqueza en pesca y la fertilidad de sus riberas para el cultivo del arroz. El lago está asociado además al complejo arqueológico de Angkor Wat, el cual se extiende en su área noroccidental, cerca de la Ciudad de Siem Riep.

## Características
Durante la estación seca, el lago es más bien pequeño, con 2.590 km² de extensión y apenas un metro de profundidad. Pero durante los monzones ocurre un fenómeno que sólo Camboya y Egipto con el Nilo pueden presenciar: los ríos Sap y Mekong cambian el sentido de la corriente hacia el noroccidente, es decir, devuelven el agua. Este fenómeno se debe a la abundancia de las lluvias que comienzan en junio y terminan hacia diciembre, lo que crea un crecimiento en el volumen de las aguas. Las aguas son literalmente rechazadas por el mar o represadas, por lo que buscan un espacio natural de extensión o retiro y este es el lago Sap, el cual alcanza en la temporada de lluvias una extensión de 24.605 km², es decir, aumenta más de diez veces su tamaño. Bosques y campos aledaños se convierten literalmente en retiro del lago hasta que la corriente de los ríos normaliza su curso, lo cual es celebrado en Camboya con el Festival del Agua. El fenómeno trae como consecuencia grandes beneficios porque fertiliza las tierras e incrementa la actividad pesquera.

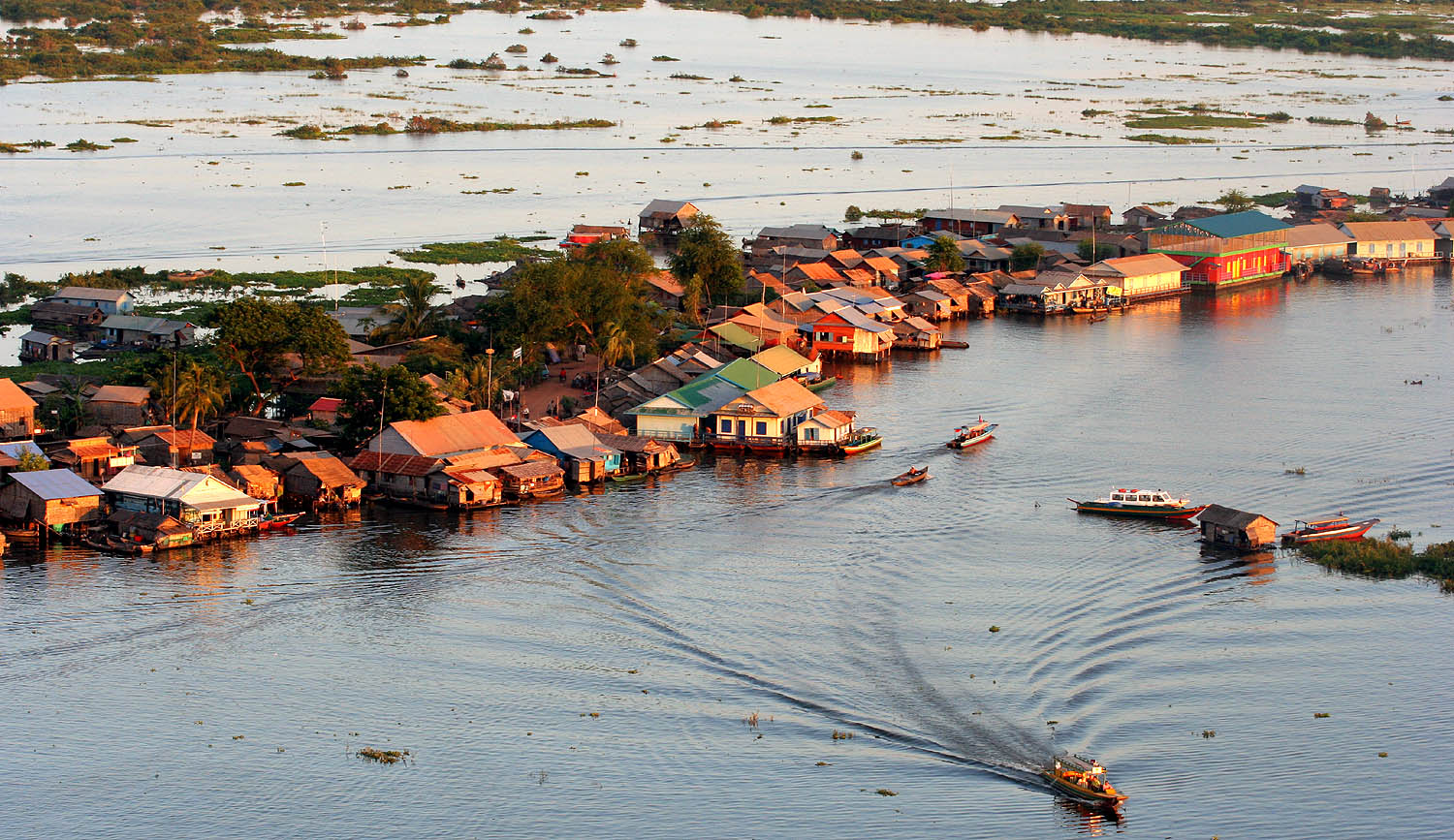
Las aldeas flotantes del Lago Sap.

## Lugareños

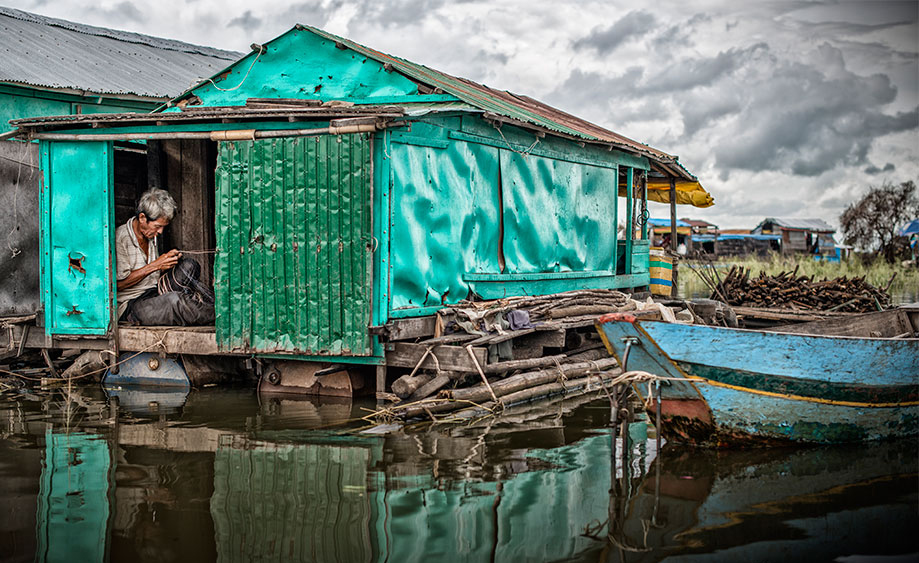
Poblados flotantes del Tonle Sap

La mayoría de la gente que vive en las casas flotantes (palafitos) del lago es de origen vietnamita. Viven de la pesca, y utilizan el agua del lago para sus necesidades. Todas las casas disponen de generadores eléctricos. En el lago hay un colegio que hace las veces de orfanato.[cita requerida]